# Musée de l’Orangerie
Musée de l’Orangerie – narodowe muzeum sztuki w Ogrodach Tuileries w Paryżu, poświęcone sztuce impresjonizmu i postimpresjonizmu.
W zbiorach muzeum znajduje się cykl prac Moneta – Lilie wodne oraz kolekcja Jeana Waltera i Paula Guillaume’a z obrazami Renoira, Cézanne’a, Gauguina, Sisleya, Picassa, Matisse’a, Modiglianiego, Laurencin, Rousseau, Deraina, Utrillo, Soutine’a i Van Dongena.

## Historia
W 1852 roku na zlecenie cesarza Napoleona III (1808–1873) w Ogrodach Tuileries wzniesiono gmach pomarańczarni, by przechowywać drzewka pomarańczowe z ogrodów w okresie zimowym . Budynek, według projektu Firmina Bourgeois, stanął na terenie wzdłuż Sekwany. Jego północna fasada była bezokienna, natomiast południowa całkowicie przeszklona. Wejścia, umieszczone od zachodu i wschodu, zostały ozdobione przez Louisa Viscontiego (1791–1853). 10 lat później, od strony Rue de Rivoli, zbudowano bliźniaczy pawilon Jeu de Paume . W 1871 roku pomarańczarnia przeszła na własność państwa.
Na przestrzeni lat oranżeria była wykorzystywana także do różnych innych celów – służyła m.in. jako skład wojskowy, punkt mobilizacyjny, miejsce imprez muzycznych czy przestrzeń wystawiennicza.
W 1921 roku obydwa gmachy zostały przejęte przez Administrację Sztuk Pięknych, której władze planowały ulokowanie w nich filii Muzeum Luksemburskiego i wystawiania tu prac żyjących artystów. Za namową Georges’a Clemenceau (1841–1929), Claude Monet (1840–1926) zgodził się na zainstalowanie w pomarańczarni serii swoich obrazów Lilie wodne . Wielkoformatowe obrazy Moneta powstały na przestrzeni siedmiu lat i były eksponowane w różnych miejscach. W 1922 roku Monet podarował dzieła państwu, a wnętrza oranżerii zostały zaadaptowane dla potrzeb wystawy – powstały dwie owalne sale według projektu Camille’a Lefèvre’a (1876–1946) . W salach zainstalowano 8 paneli o wysokości 2 metrów i łącznej długości 91 metrów, na osi wschód-zachód, wykorzystując naturalny cykl światła w ciągu dnia. Uroczyste otwarcie Musée de l’Orangerie odbyło się 16 maja 1927 roku – po śmierci Moneta .
W 1930 roku muzeum zostało dołączone administracyjnie do Luwru . Obok prac Moneta, prezentowano tu wystawy czasowe , m.in. w latach 1930–1933 prezentowano prace impresjonistów, w 1934 roku dzieła Peintres de la réalité, w 1936 roku obrazy Rubensa a w 1937 roku Degasa.
W latach 1960–1965 przeprowadzono rozbudowę gmachu według projektu Oliviera Lahalle’a, dzięki której dodano 1300 m² powierzchni wystawienniczej . Dodano m.in. drugą kondygnację. W 1966 roku w nowych wnętrzach otwarto czasową wystawę kolekcji Jeana Waltera i Paula Guillaume’a . Kolekcja została nabyta przez państwo w 1959 i 1963 roku, a wdowa po Guillaumie i Walterze mogła zachować obrazy aż do śmierci w 1977 roku.
W latach 1978–1984 dokonano renowacji wnętrz a w 1984 roku otwarto stałą wystawę kolekcji Jeana Waltera i Paula Guillaume’a .
W latach 2000–2006 przeprowadzono gruntowny remont gmachu, przywracając owalnym salom mieszczącym dzieła Moneta ich oryginalny wygląd i światło . W północnej części budynku w piwnicy dodano pomieszczenia dla kolekcji Waltera i Guillaume’a. Powstały także dodatkowe przestrzenie m.in. dla wystaw czasowych, audytorium i biblioteka. Muzeum zostało ponownie otwarte 17 maja 2006 roku.
Od 2010 roku Musée de l’Orangerie wraz z Musée d’Orsay i Musée Hébert zarządzane jest przez francuskie Ministerstwo Kultury.

## Zbiory

### Lilie wodneMoneta

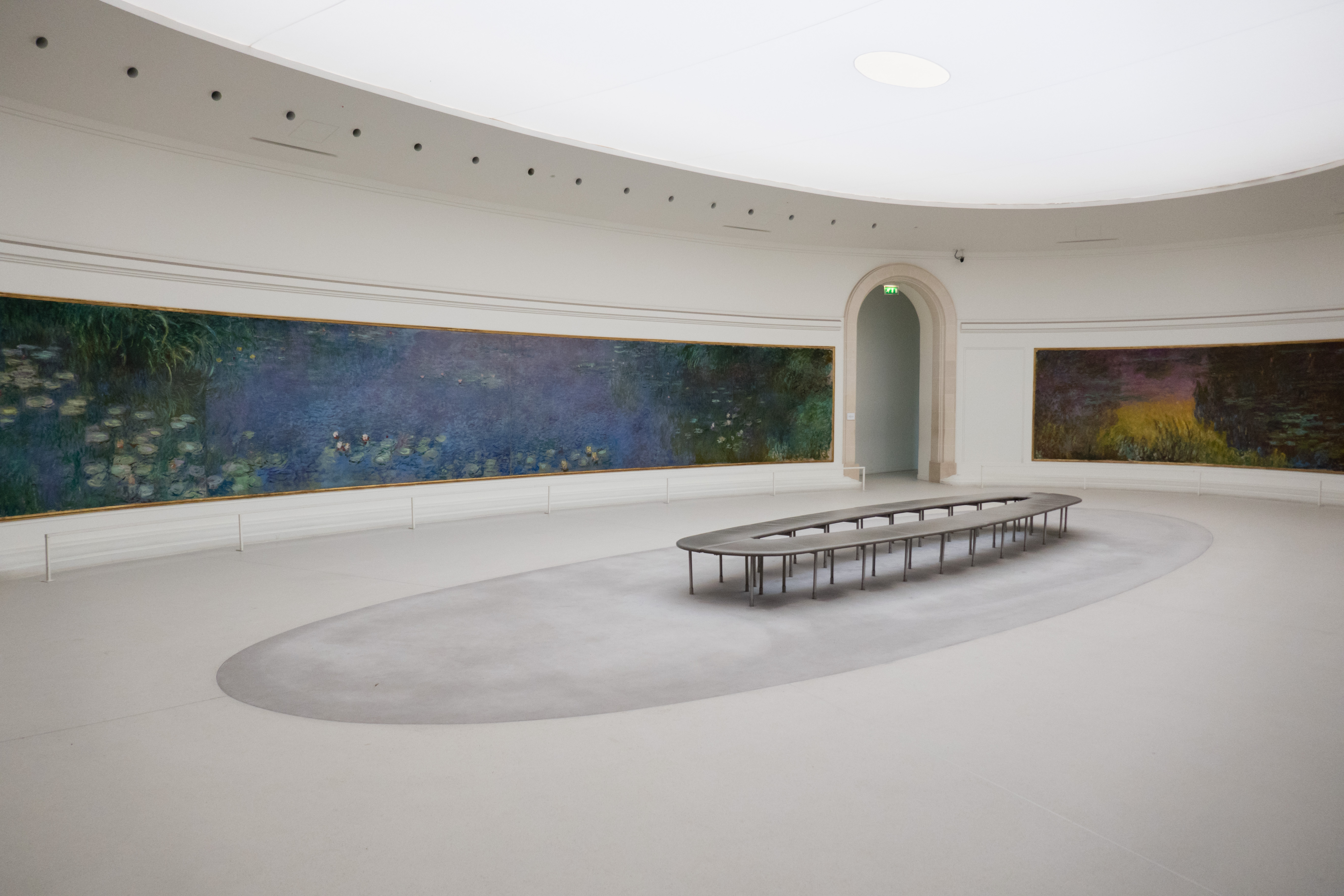
Lilie wodne

W zbiorach muzeum znajduje się cykl prac Moneta – Lilie wodne – złożony z ośmiu paneli umieszczonych w dwóch owalnych salach, wzniesionych specjalnie na potrzeby ich ekspozycji. W pierwszej sali umieszczone są cztery kompozycje przedstawiające odbicia nieba i roślinność w wodzie, w różnych porach dnia – chronologicznie od rana do wieczora. W drugiej sali – kompozycje, gdzie artysta dodał na brzegu motyw wierzby płaczącej.

### Kolekcja Jeana Waltera i Paula Guillaume’a
W muzeum prezentowana jest kolekcja dzieł sztuki zebranych przez Waltera i Guillaume’a, obejmująca 148 obrazów z okresu od lat 60. XIX w. do lat 30. XX w. Większość dzieł została zgromadzona przez francuskiego handlarza dziełami sztuki Paula Guillaume’a, który planował udostępnić swoje zbiory i założyć muzeum. Po jego śmierci w 1934 roku wdowa po nim, Domenica, ponownie wyszła za mąż za architekta Jeana Waltera. Zgodnie z jej życzeniem nazwa kolekcji honoruje jej obydwu mężów.
Zbiory obejmują: 25 dzieł Renoira, 15 Cézanne’a, po 1 obrazie Gauguina, Moneta i Sisleya, 12 prac Picassa, 10 Matisse’a, 5 Modiglianiego, 6 Laurencin, 9 Rousseau, 30 Deraina, 10 Utrillo, 22 Soutine’a i 1 obraz Van Dongena.

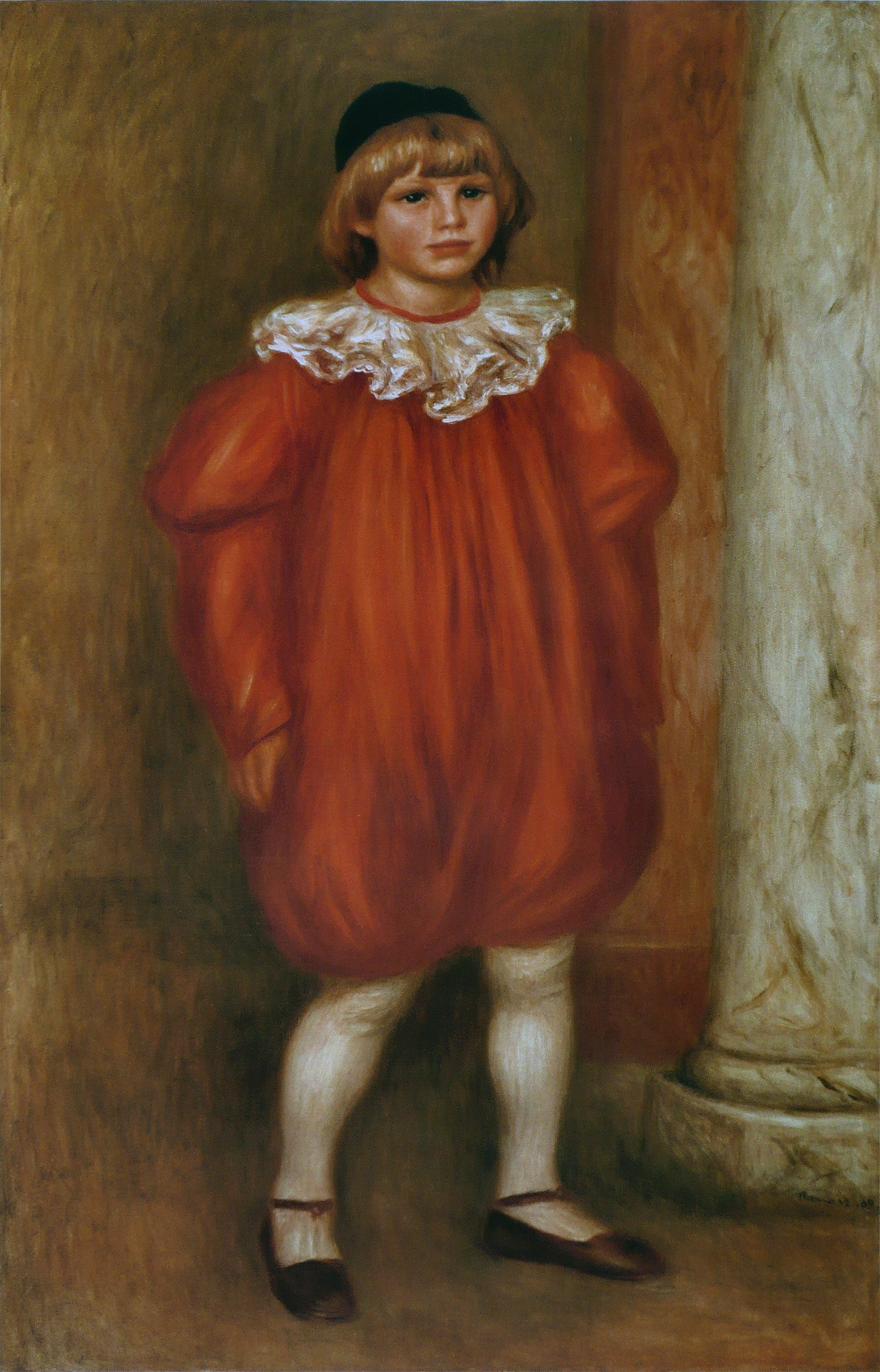
Auguste Renoir, Le Clown (1909)
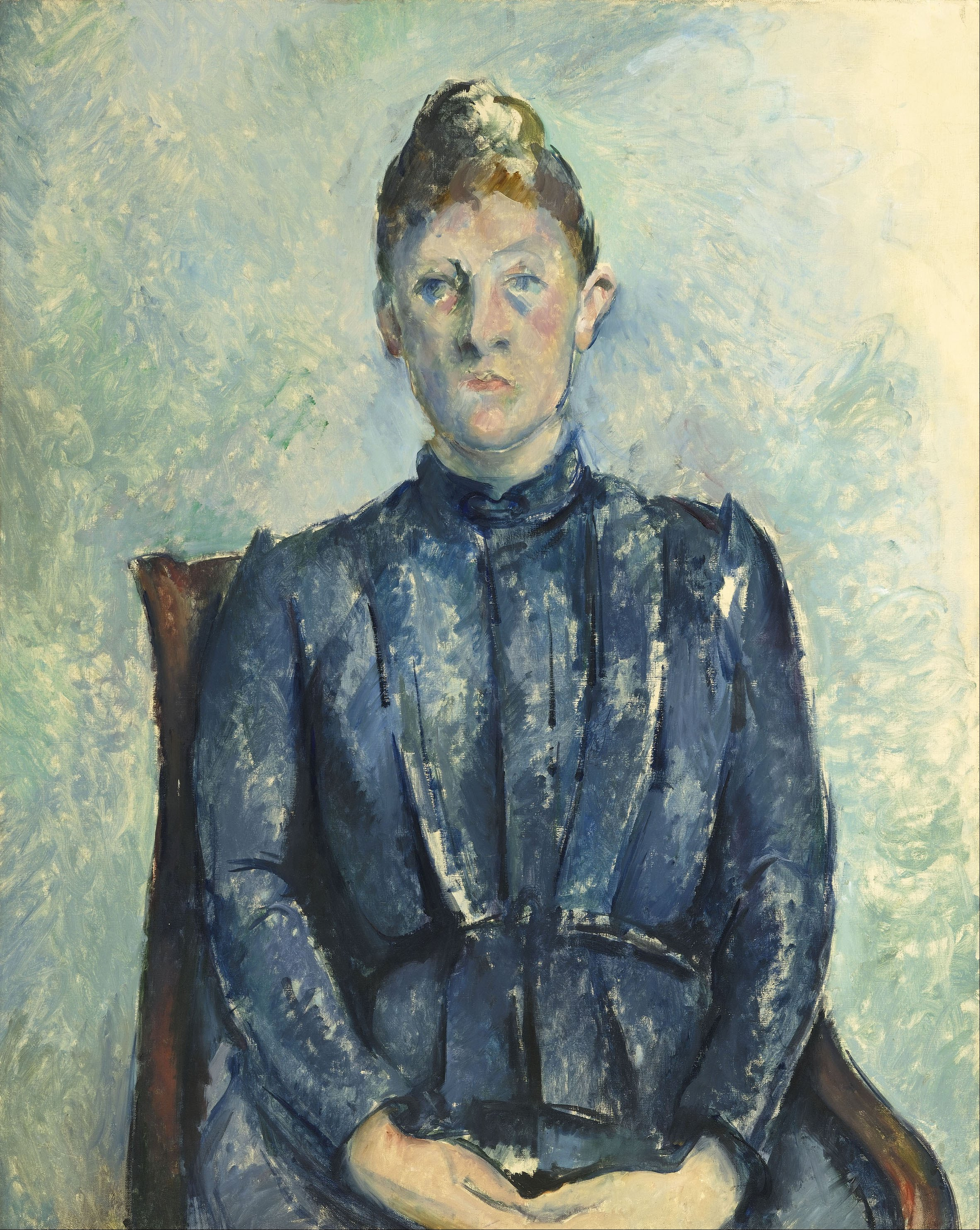
Paul Cézanne,  Portrait de Madame Cézanne (ok. 1890)
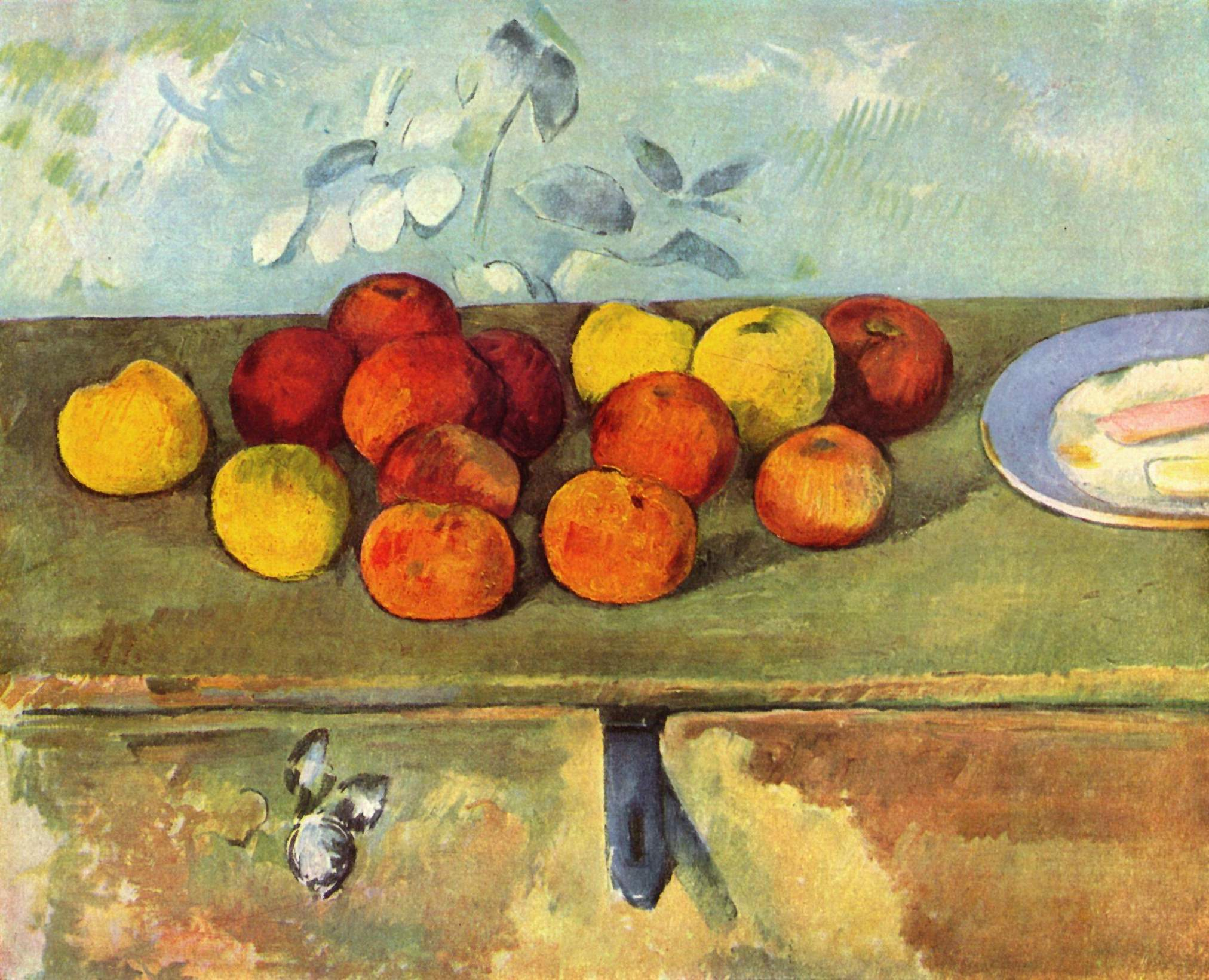
Paul Cézanne, Nature morte aux pommes et pâtisseries (1879–1880)
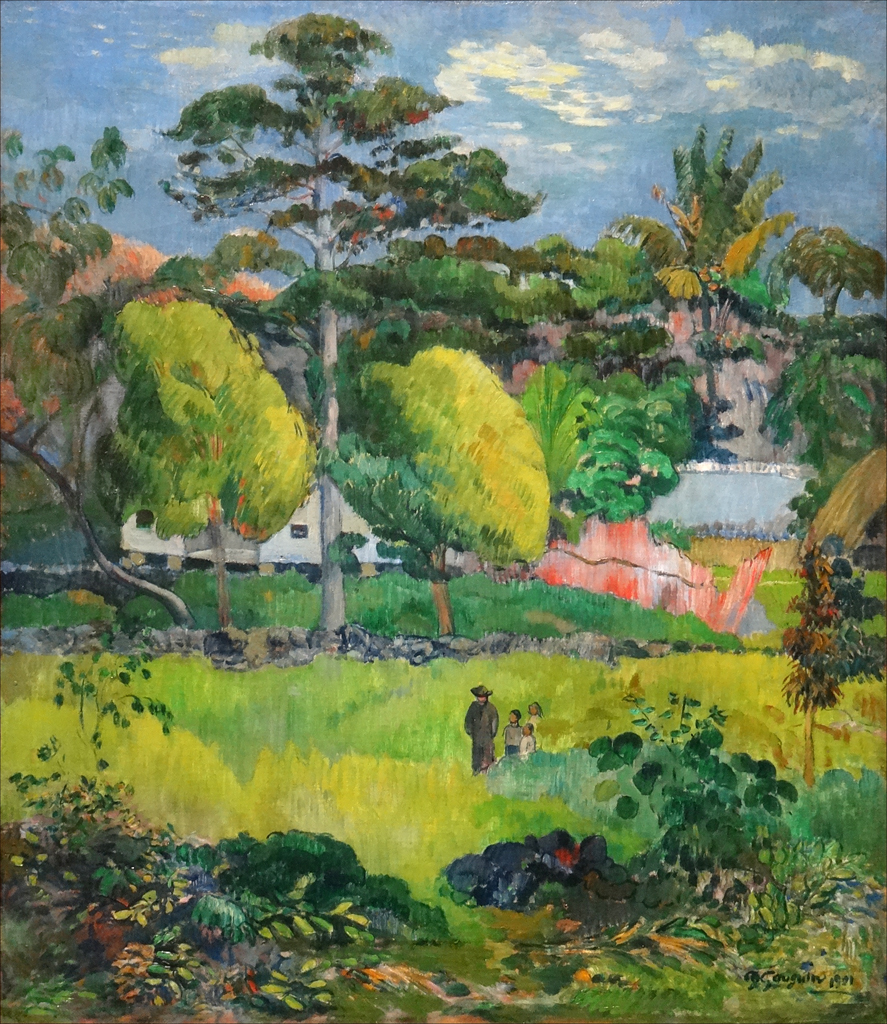
Paul Gauguin, Paysage, ou Promenade familiale (1901)
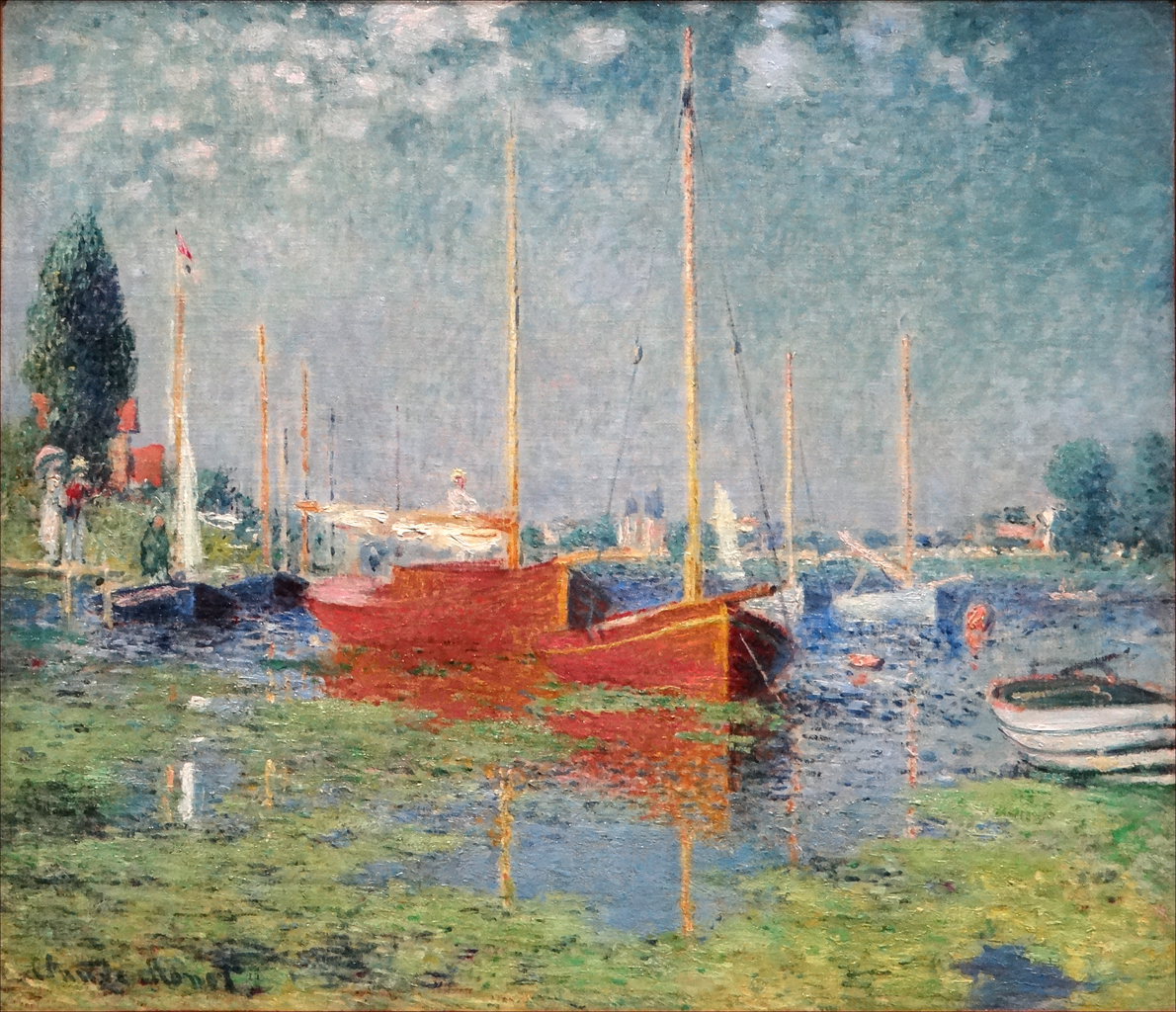
Claude Monet, Argenteuil (1875)
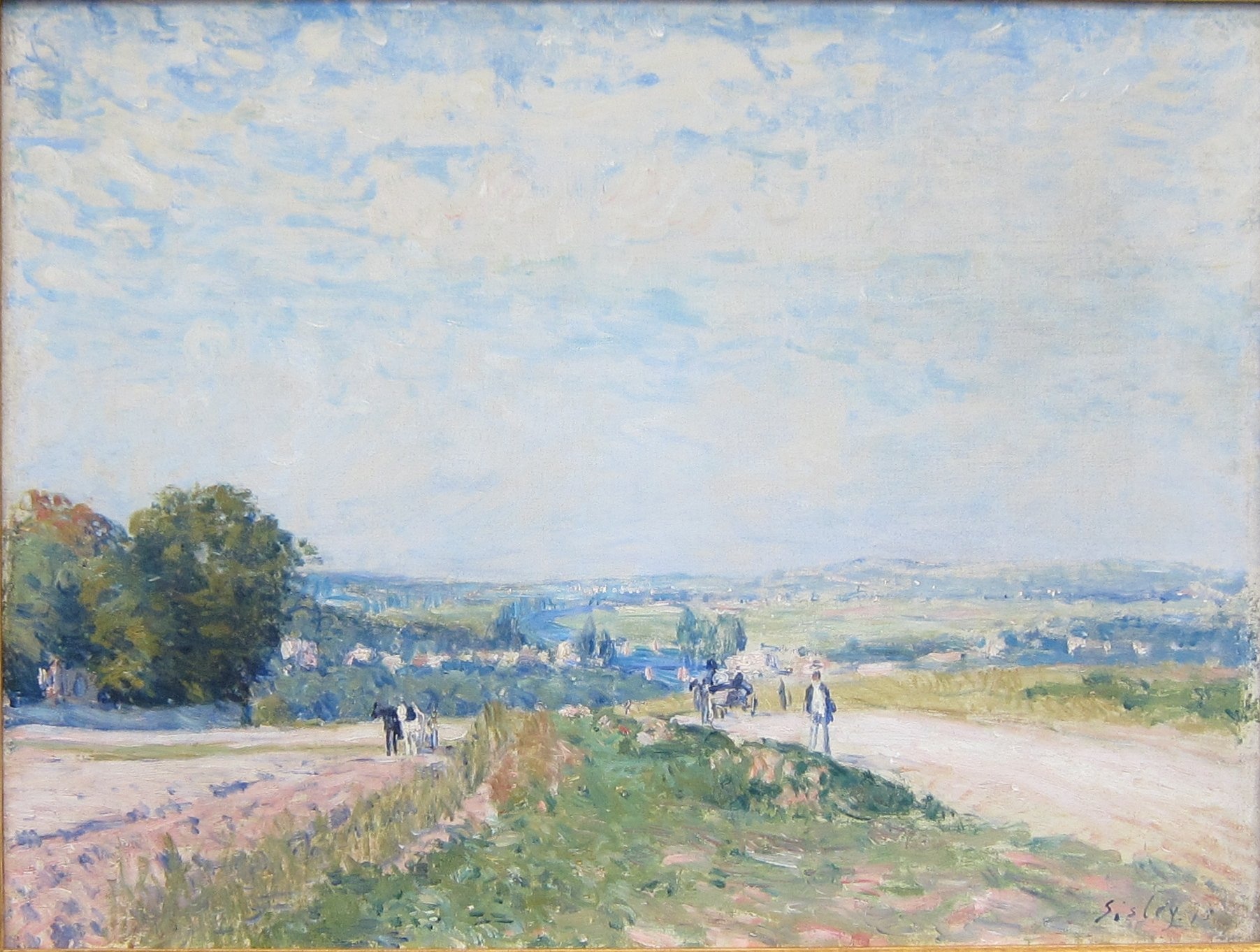
Alfred Sisley, Le Chemin de Montbuisson à Louveciennes (1875)
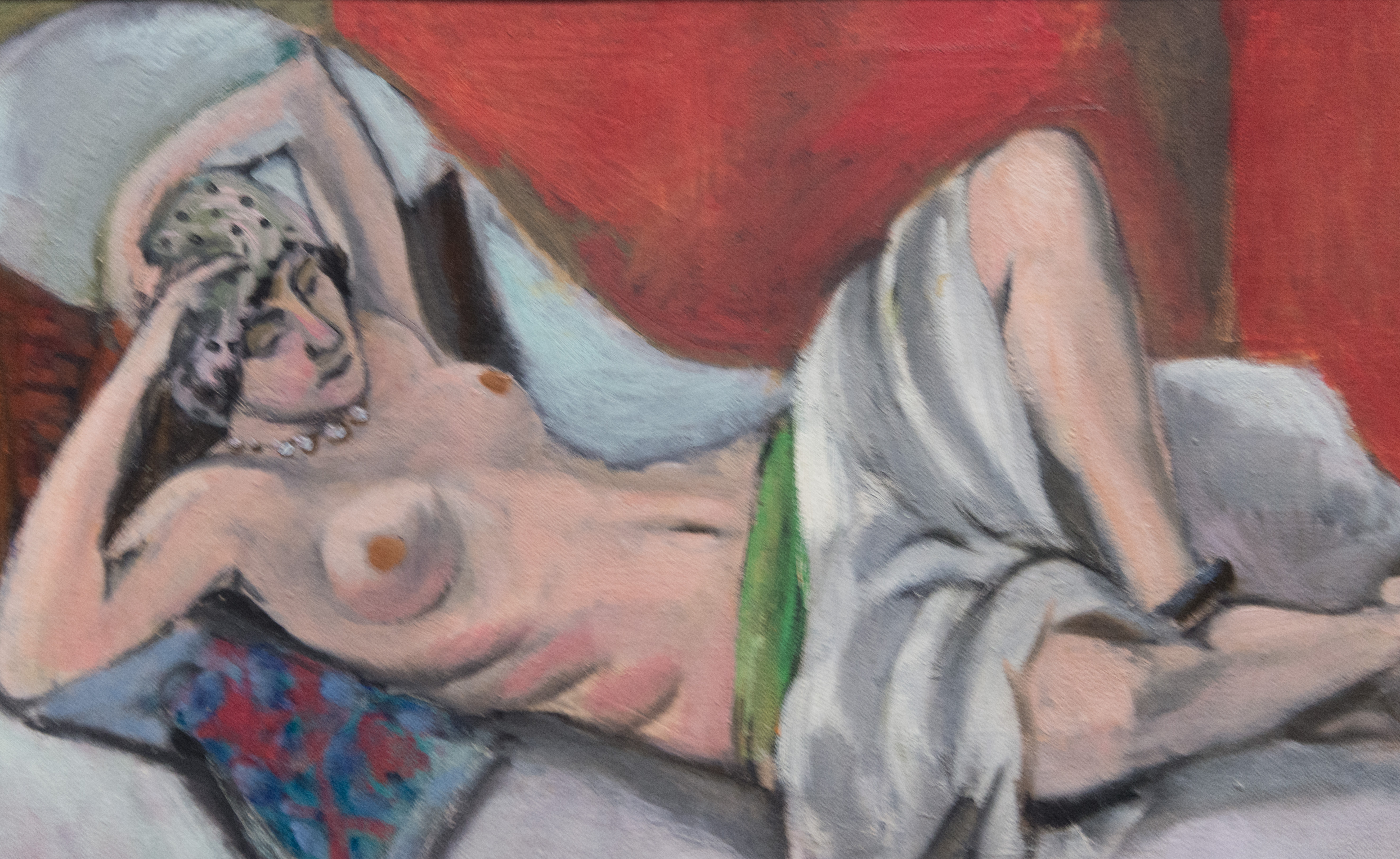
Henri Matisse, Nu drapé étendu (1923–1924)
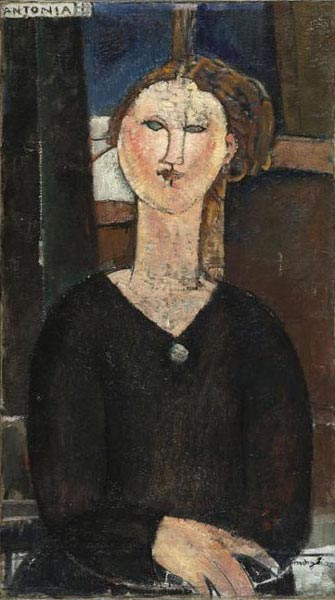
Amedeo Modigliani, Antonia (1915)
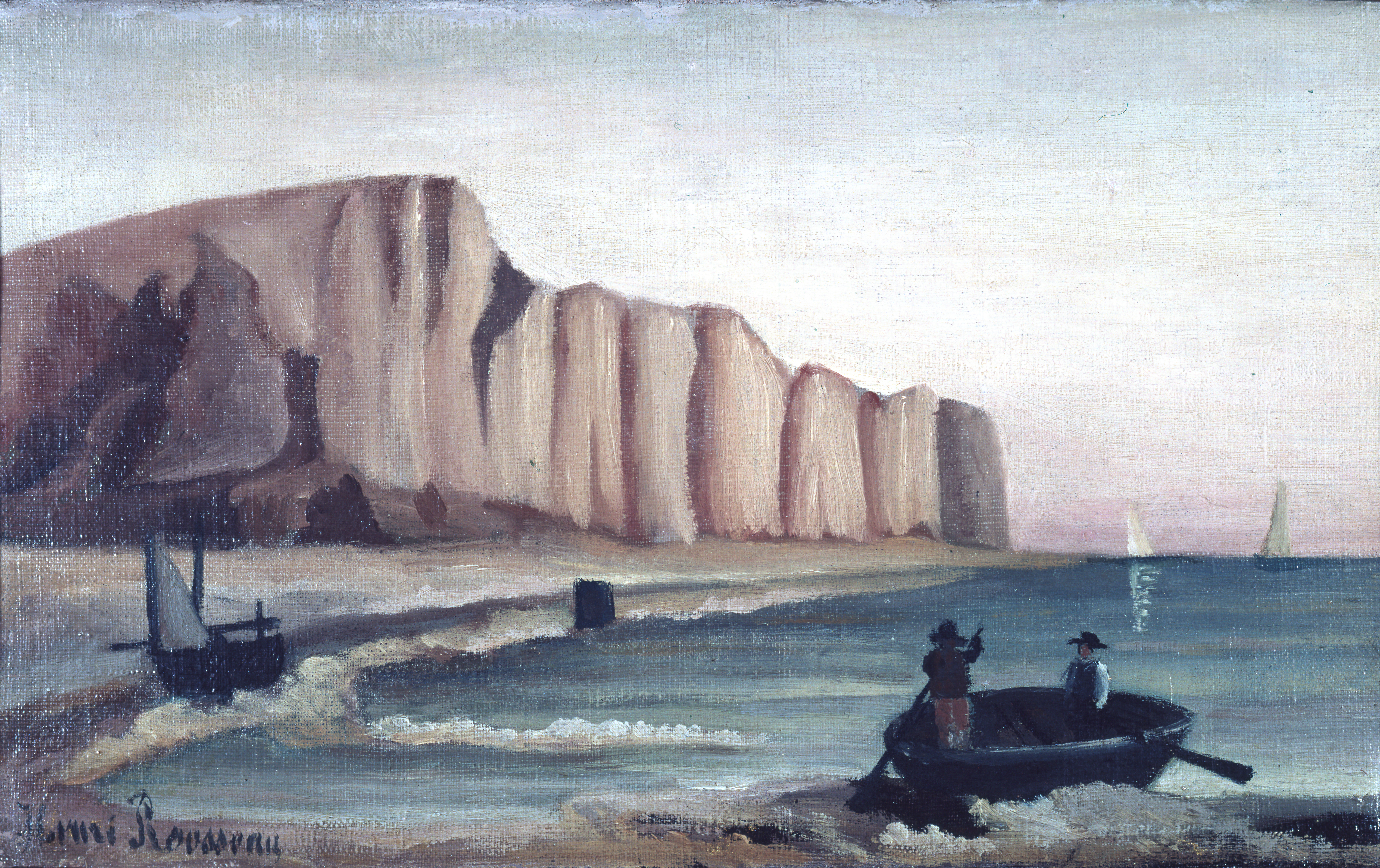
Henri Rousseau, La Falaise (1890)
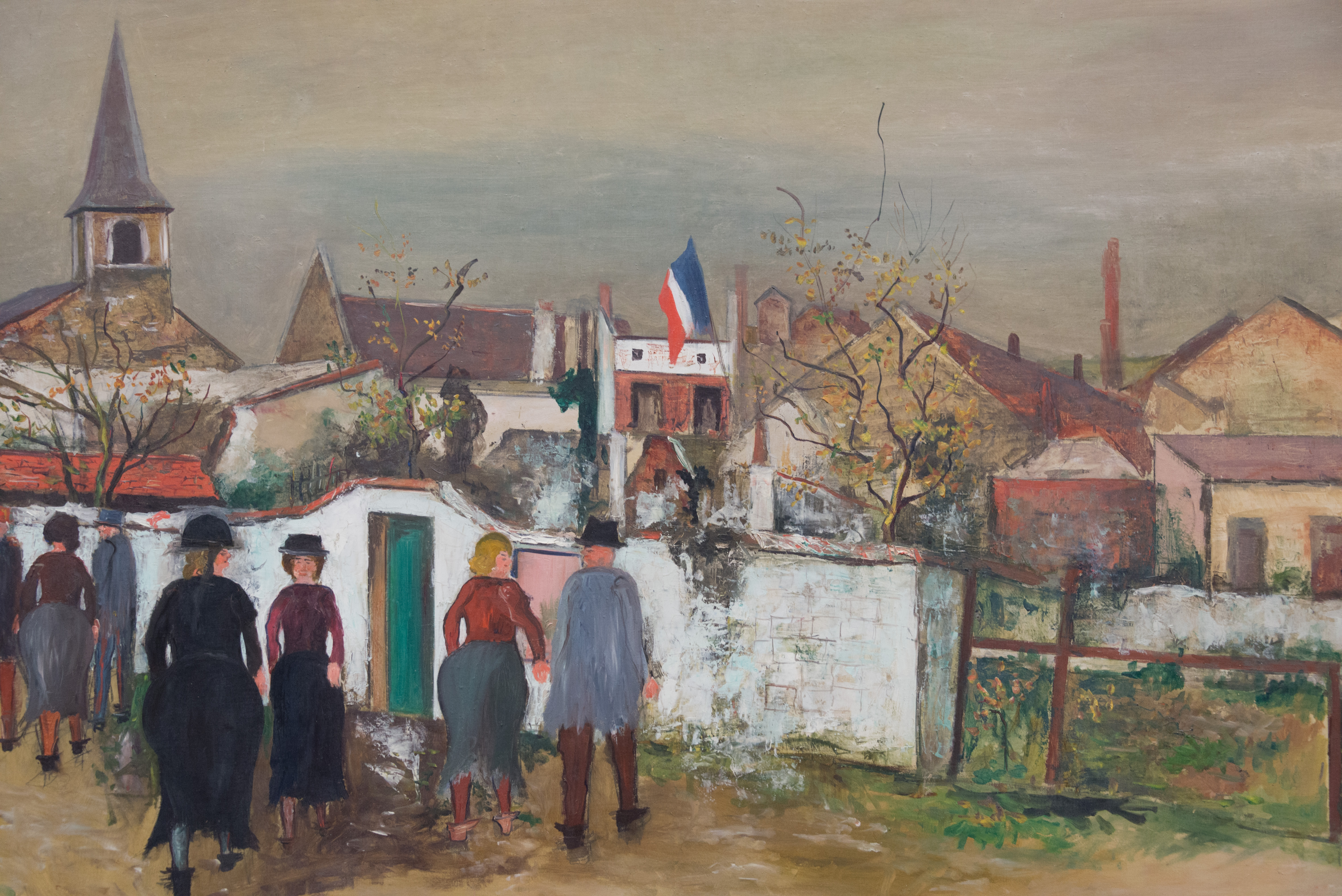
Maurice Utrillo, La Mairie au drapeau (1924)
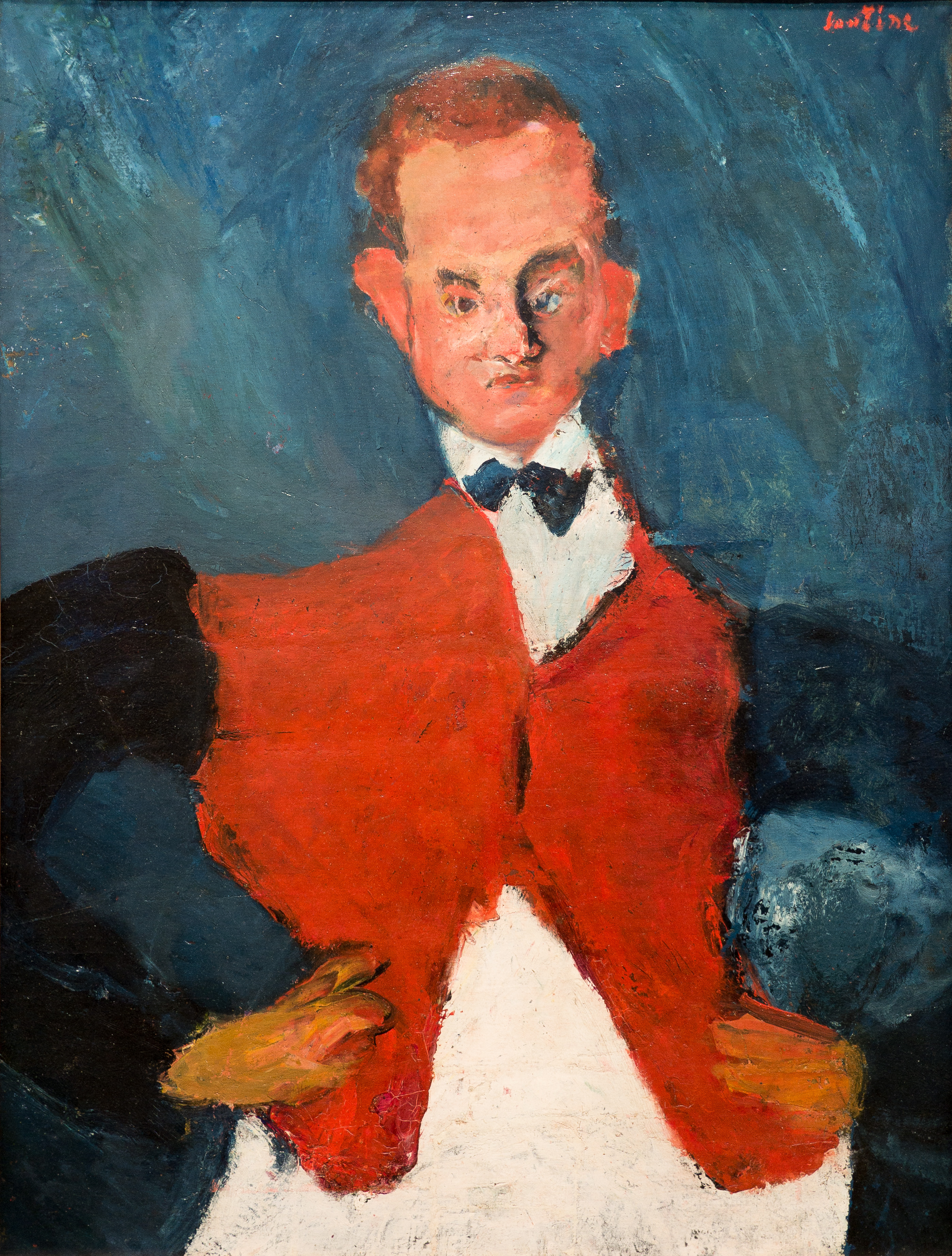
Chaim Soutine, Le Garçon d'étage (1927)